# Oreste Ravanello
Oreste Ravanello, né le 25 août 1871 à Venise et mort à Padoue le 2 juillet 1938, est un compositeur et organiste italien.

## Biographie
Fils de musiciens amateurs, il étudie le piano à l'École de musique "Benedetto Marcello" à Venise, mais a été contraint à l'abandon sous prétexte d'un manque d'aptitude musicale. Puis il a étudié l'orgue et la composition en privé avec Andrea Girardi, alors organiste de la Basilique Saint-Marc, et l'histoire de la musique et le chant grégorien avec le Père Angelo De Santi (it). À 16 ans, il a obtenu son diplôme, accordé par la commission diocésaine de l'« Associazione Italiana Santa Cecilia ».
Déjà à 17 ans, en 1889, il devient organiste de la Cappella Marciana de Venise et, en 1895, premier organiste de la Basilique, étant, depuis 1893, directeur de la "Schola" Lorenzo Perosi, où il a succédé à Giovanni Tebaldini. Dans le même temps, Marco Enrico Bossi est devenu directeur et professeur de la classe d'orgue au "Benedetto Marcello".
Durant cette période, la collaboration entre ces trois musiciens célèbres, Bossi, Perosi et Ravanello, était très intense et leurs défis d'improvisation aux deux orgues de Saint-Marc, parfois en présence du Cardinal Giuseppe Sarto, le futur pape Pie X, étaient devenus célèbres même en dehors de la ville.
En 1898, Ravanello devient directeur de la Cappella musicale de la Basilique del Santo à Padoue, poste qu'il a occupé pendant 38 ans.
En 1902, Bossi l'a nommé comme son successeur au poste de professeur d'orgue.
De 1912 à 1938, Ravanello a été professeur de composition et directeur de l'Institut musical "Cesare Pollini" de Padoue qui, sous sa direction, et grâce aux efforts d'Ottorino Respighi, a obtenu le titre de Conservatoire.
Ravanello a été très apprécié comme improvisateur, organiste et spécialiste des orgues et a été considéré avec Marco Enrico Bossi comme l'un des plus grands organistes italiens cette époque.
Ravanello est mort à Padoue le 2 juillet 1938.

## Œuvres
La plus grande partie de sa production est représentée par des pièces vocales ou instrumentales destinées à la liturgie. Une fraction appréciable de ses compositions pour l'orgue est écrite pour être jouée en concert, compositions qui peuvent être considérées parmi les chefs-d'œuvre de la musique d'orgue italienne de l'époque. En plus de celles-ci, ont également publiés deux recueils d'études pédagogiques destinés à des études systématiques de l'instrument, certains travaux théoriques pour l'accompagnement du chant grégorien et pour la composition et, en collaboration avec Luigi Bottazzo, une méthode appelée « L'organista di chiesa ».

### Musique pour orgue
- Corale fantasia, Op. 7
- Quattro pezzi facili, Op. 12
  - 1. Preludio
  - 2. Pastorale
  - 3. Fughetta dorica
  - 4. Elevazione
- Sette trii, Op. 25
  - 1. O crux, ave
  - 2. Qui odit animam suam
  - 3. Lucis Creator optime
  - 4. Corale
  - 5. Corale
  - 6. Corale
  - 7. Larghetto pastorale
- Sei pezzi, Op. 27
  - 1. Praeludium super Agnus Dei
  - 2. Praeludium super Te Lucis
  - 3. Meditazione super Ave Regina Cœlorum
  - 4. Elevazione o Comunione super Alma Redemptoris
  - 5. Interludium super Salve Regina
  - 6. Postludium super Regina Coeli
- Sette corali, Op. 29
  - 1. O quam metuendus est
  - 2. Adoro Te devote
  - 3. Agnus Dei
  - 4. Stabat Mater
  - 5. Salve Regina
  - 6. Inviolata
  - 7.Te Deum
- Quattro pezzi per grand’organo, Op. 39
  - 1. Preludio romantico
  - 2. Musette – Méditation
  - 3. Elevazione
  - 4. Marcia eucaristica
- Tre pezzi per grand’organo, Op. 40
  - 1. Prélude gothique
  - 2. Chanson nordique
  - 3. Toccata
- Sei pezzi per grand’organo, Op. 50
  - 1. Preludio in forma di studio
  - 2. Preghiera
  - 3. Musette
  - 4. Elegia
  - 5. Fughetta
  - 6. Christus resurrexit
- Scene al presepio, Op. 129 (1935), pour orgue ou harmonium
  - 1. I Magi, preludio pastorale
  - 2. Notte di Natale, cantilena
  - 3. Campane all'alba, pastorale
- Mystica, Op. 133
  - 1. Noël
  - 2. La Madeleine et le Divin Jardinier
  - 3. Gesù spira sulla croce

### Musique vocale
- Fletus et spes, cantate (1905)
- Omaggio alla regina, cantate (1905)
- Cantica Sion (1908)
- Inno al pontefice, hymne
- 27 Messes
- Motets
- Psaumes
- 2 Requiem

## Source de la traduction
- (it) Cet article est partiellement ou en totalité issu de l’article de Wikipédia en italien intitulé « Oreste Ravanello » (voir la liste des auteurs).